# Euronat Ungdom
Euronat Ungdom, organisation som bildades år 1999. Sverigedemokraternas ungdomsförbund, SDU, gick med i projektet 1999, men lämnade detta redan samma år.
I Sverigedemokraternas Europapolitiska manifest från år 1999 står det "Sverigedemokraterna ämnar ta ansvar för att samarbetet mellan de nationaldemokratiska partierna inom EU-parlamentet stärks. Samarbetet i EuroNat-Ungdom är ett första steg i riktning mot en bättre samverkan." 
I Sverigedemokraternas nyhetsbrev Janssons Frestelse från vecka 18, 1999 står följande "Euronat-samarbetets konstituerade del består av Euronat-Ungdom. För moderpartierna finns ännu inget konstituerat samarbete, även om Euronat ibland används som ett projektnamn." 